# Araeopteron kurokoi
Araeopteron kurokoi là một loài bướm đêm trong họ Erebidae.